# Dorothea de Saxa-Lauenburg
Dorothea de Saxa-Lauenburg (n. 9 iulie 1511 – d. 7 octombrie 1571) a fost soția regelui Christian al III-lea al Danemarcei. A fost fiica ducelui Magnus I de Saxa-Lauenburg și a soției acestuia, Catherine de Brunswick-Wolfenbüttel, fiica ducelui de Brunswick-Lüneburg. Sora ei, Catherine, a fost prima soție a regelui Gustav I al Suediei.

## Biografie
S-a căsătorit cu Christian la 29 octombrie 1525 la Castelul Lauenburg, împotriva dorinței sale. Cuplul nu a avut relații bune cu regele din cauza opiniilor luterane ale lui Christian. Au locuit la propria lor curte în Haderslev și Törning. Ea a devenit regină în 1533 deși, din cauza războiului civil care a urmat imediat după ascensiunea soțului ei pe tron, încoronarea nu a avut loc până în 1537. În 1548 și-a însoțit fiica Anna la nunta ei în Saxonia.
Regina Dorothea a fost interesată de politică și, deși nu este clar cât de multă influență a avut, a participat la numirea și demiterea înalt funcționarilor.  Totuși, ea nu a deținut un loc în Consiliu. Nu a învățat niciodată daneza. Controlul ei asupra doamnelor de onoare era strict. În 1540, Birgitte Gøye a fost eliberată de logodnă cu ajutorul ei, lucru care a dus la o lege care interzicea logodnele între minori. A rămas văduvă în 1559, la 48 de ani.

## Copii
Dorothea s-a căsătorit cu Christian la 29 octombrie 1525, la Castelul Lauenburg. Cei doi au avut împreună cinci copii:
- Ana de Danemarca (1532–1585), consoarta lui Augustus, Elector de Saxonia
- Frederick al II-lea (1534–1588)
- Magnus, Rege de Livonia (1540–1583)
- Ioan al II-lea, Duce de Schleswig-Holstein-Sonderburg-Plon (1545–1622)
- Dorotea de Danemarca (1546–1617), consoarta lui Wilhelm, Duce de Brunswick-Lüneburg și mama lui Georg, Duce de Brunswick-Lüneburg.